# Браун, Фолькер
Фо́лькер Бра́ун (нем. Volker Braun; род. 7 мая 1939[…], Дрезден) — немецкий писатель, поэт и драматург.

## Биография
По окончании школы Фолькер Браун проработал несколько лет шахтёром, затем поступил на философский факультет Лейпцигского университета. В 1960 году Браун вступил в СЕПГ, тем не менее был известен своей критической позицией в отношении ГДР и ему с большим трудом удавалось публиковать свои сочинения.
Фолькер Браун пишет стихи, пьесы, романы и рассказы. Раннее творчество Брауна отражает критический энтузиазм в отношении строительства социализма. В 1965—1967 годах по приглашению Хелены Вайгель Фолькер Браун работал в «Берлинер ансамбле». После поражения Пражской весны его критическое отношение к жизни при социализме усилилось, писателя стали интересовать возможности её реформирования. Браун попал под присмотр Штази. С 1972 года он работал в Немецком театре в Берлине, в 1976 году подписал протестную резолюцию против лишения гражданства Вольфа Бирмана. С 1979 года вернулся на работу в «Берлинер ансамбль», в 1981 году удостоился премии Лессинга.
В 1982 году Фолькер Браун вышел из Союза писателей ГДР. Его произведения в этот период всё чаще повествуют о подавленности от жизни в ГДР. Герои его пьес покорно движутся в статическом окружении. «Роман о Хинце и Кунце» в 1985 году получил разрешение на публикацию, но вскоре подвергся резким нападкам со стороны влиятельного критика Аннелизы Лёфлер, назвавшей его «абсурдным» и «анархистским».
В 1988 году Фолькер Браун стал лауреатом Национальной премии ГДР. Во время демократических перемен 1989 года Фолькер Браун выступил за самостоятельный «третий путь» ГДР и подписал призыв «За нашу страну!». После объединения Германии Браун исследовал причины падения ГДР и сотрудничал с академическим журналом неомарксистского толка «Das Argument». В 2006—2010 годах Фолькер Браун руководил отделом литературы в Берлинской академии искусств.

## Сочинения
- Die Kipper. Drama. 1962/1965.
- Mink. Fragment.1965
- Мой дерзкий вызов / Provokation für mich. Gedichte. Mitteldeutscher Verlag, 1965.
- Vorläufiges. Gedichte. Suhrkamp Verlag, 1966.
- KriegsErklärung. Mitteldeutscher Verlag, 1967.
- Hinze und Kunze. Schauspiel. 1967
- Schmitten. Schauspiel. 1969/1978.
- Смерть Ленина / Lenins Tod. Drama. 1970.
- Wir und nicht sie. Gedichte. Mitteldeutscher Verlag, 1970.
- Die Kipper. Schauspiel. Aufbau Verlag, 1972.
- Беззаботная жизнь Каста / Das ungezwungene Leben Kasts. Aufbau Verlag, 1972.
- Gedichte. 1972.
- Тинка / Tinka. Schauspiel. 1972/1973.
- Gegen die symmetrische Welt. Gedichte. Mitteldeutscher Verlag, 1974.
- Одной правды недостаточно / Es genügt nicht die einfache Wahrheit. Notate. Reclam Leipzig, 1975.
- Training des aufrechten Gangs. Gedichte. Mitteldeutscher Verlag, 1976.
- Simplex Deutsch. Spielbaukasten für Theater und Schule (Urauff. Berlin 1980).
- Неоконченная история / Unvollendete Geschichte. Suhrkamp Verlag, Frankfurt/M, 1990, ISBN 3-518-38160-1.
- Poesiealbum 115: Volker Braun. Gedichte. Verlag Neues Leben, 1977.
- Großer Frieden. Revolutionsstück
- Dmitri. Schauspiel. 1980
- Stücke. Henschelverlag, 1983.
- Guevara oder der Sonnenstaat. Büchergilde Gutenberg, 1984.
- Роман о Хинце и Кунце / Hinze-Kunze-Roman. Mitteldeutscher Verlag, 1985.
- Die Übergangsgesellschaft. Henschelverlag, 1987.
- Langsamer knirschender Morgen. Gedichte. Suhrkamp Verlag, 1987.
- Verheerende Folgen mangelnden Anscheins innerbetrieblicher Demokratie. Schriften. Reclam 1988.
- Bodenloser Satz. Suhrkamp Verlag, 1990.
- Iphigenie in Freiheit. Suhrkamp Verlag, 1992, ISBN 3-518-40440-7.
- Вертишейка / Der Wendehals. Suhrkamp Verlag, 1995.
- Das Nichtgelebte. Erzählung. Faber & Faber, 1995.
- Lustgarten, Preußen. Ausgewählte Gedichte. Suhrkamp Verlag, 2000, ISBN 3-518-39624-2.
- Die vier Werkzeugmacher. Parabel. Suhrkamp Verlag, 1996.
- Wir befinden uns soweit wohl. Wir sind erst einmal am Ende. Äußerungen. Suhrkamp Verlag, 1998.
- Tumulus. Gedichte. Suhrkamp Verlag, 1999.
- Trotzdestonichts oder Der Wendehals. Suhrkamp Verlag, 2000.
- Das Wirklichgewollte. Suhrkamp Verlag, 2000, ISBN 3-518-41170-5.
- Die Verhältnisse zerbrechen. Rede zur Verleihung des Georg-Büchner-Preises. Suhrkamp Verlag, 2000.
- Das unbesetzte Gebiet. Historische Erzählung. Suhrkamp Verlag, 2004, ISBN 3-518-41634-0.
- Der berüchtigte Christian Sporn. Der andere Woyzeck. Zwei Erzählungen. Insel Verlag, 2004.
- Auf die schönen Possen. Gedichte. Suhrkamp Verlag, 2005.
- Das Mittagsmahl. Erzählung. Insel Verlag, 2007.
- Machwerk oder Das Schichtbuch des Flick von Lauchhammer. Ein Schelmenstück. Suhrkamp Verlag, 2008, ISBN 978-3-518-42027-0.
- Werktage I. Arbeitsbuch 1977—1989. Suhrkamp Verlag, 2009, ISBN 978-3-518-42048-5.
- Kassensturz — Volker Braun und Zeitgenossen. Projekte-Verlag Cornelius, 2010, ISBN 978-3-86237-131-0.
- Die hellen Haufen. Erzählung. Suhrkamp Verlag, Berlin 2011, ISBN 978-3-518-42239-7.
- Werktage II. Arbeitsbuch 1977—1989. Suhrkamp Verlag, 2014, ISBN 978-3518424186.